# Dita Charanzová
Pour les articles homonymes, voir Dita.
Dita Charanzová, née le 30 avril 1975, est une femme politique tchèque. Elle est députée européenne de 2014 à 2024.
Elle est vice-présidente du Parti de l'Alliance des libéraux et des démocrates pour l'Europe.